# نریمان‌بیگ نریمان‌بیگلی
نریمان‌بیگ نریمان‌بیگلی (ترکی آذربایجانی: Nəriman bəy Həşim bəy oğlu Nərimanbəyli) سیاستمدار، سیاست‌مدار، از اعضای فعال «حرکت ملی استقلال آذربایجان» و نمانده مجلس جمهوری خلق آذربایجان بود.

## زندگی‌نامه
نریمان‌بیگ نریمان‌بیگلی در سال ۱۸۸۹ در شهر شوشی در امپراتوری روسیه زاده شد. از اینکه خانواده اش به ایروان نقل مکان کرد، آموزش دبیرستانی را آنجا دیده، سپس در رشته فیزیک- ریاضیات دانشگاه دولتی مسکو، پس از مدتی نیز در دانشکده حقوق دانشگاه خارکف تحصیل گرفت. آنجا به تصدی «جامعه هم‌وطنان» که از سوی دانشجویان آذربایجانی تأسیس شده‌بود، رسید و فعالیت‌های انقلابی از خود نشان داد. پول‌های حاصله از نمایش‌هایی که اعضای جامعه یادشده برگزار می‌کردند، به واسطه او به خانواده معلمان قربانی جنگ جهانی اول اهدا می‌شد.

## کارنامه
نریمان‌بیگلی در سال ۱۹۱۵ دانش‌آموخته گردیده و به آذربایجان بازگشت. هم‌زمان با اینکه فعالیت شغلی خود را به عنوان وکیل شروع نمود، به هیئت مدیره «بنیاد خیریه اسلامی» نیز انتخاب شد. در پی بروز انقلاب فوریه روسیه به سال ۱۹۱۷، به عضویت حزب مساوات درآمده و کرگره مسلمانان قفقاز در باکو و همچنین اولین نشست حزب مذکور حضور یافت.
در فوریه ۱۹۱۸ بود، که به مجلس جمهوری فدرال دموکراتیک قفقاز جنوبی راه یافت. بعد از مدتی عضو فراکسیون نمایندگان مسلمان همان مجلس، یک روز بعد از سقوط آن جمهوری در ۲۶ مه سال ۱۹۱۸، در ۲۷ ماه نماینده شورای ملی آذربایجان شد.
بر اساس مصوبه شورای ملی دربارهٔ تأسیس مجلس ملی آذربایجان مورخ ۱۹ نوامبر ۱۹۱۸، نریمان‌بیگلی به همراه دیگر اعضا در فقدان برگزاری انتخابات مردمی به مجلس راه پیدا کردند. او که ابتدا عضو فراکسیون مساوات بعد «مسلمانان» بود، در ۴-امین کابینه به عنوان بازرس دولت منصوب شد. نریمان‌بیگلی در تعداد زیادی از رویدادهای فرهنگی برگزار شده در باکو نیز مشارکت فعالی داشت. پس از سقوط جمهوری خلق به دست بلشویکها و استقرار نظام شوروی بر آذربایجان در ۲۸ آوریل ۱۹۲۰، به عنوان مشاور حقوقی در چند اداره اشتغال یافت تا اینکه در نتیجه فشارها و سرکوب حکومت اخراج شده و مجدداً به عنوان وکیل فعالیت کرد.

## مرگ
نریمان‌بیگ نریمان‌بیگلی در دوره سرکوب سیاسی حکومت شوروی، در سال ۱۹۳۷ بازداشت و بعد از مدتی کوتاه اعدام گردید.